# Шизар
Шизар (перс. شيزر‎, также романизируется как Шизар; также известный как Чизар) — это деревня в сельском районе Хандан, район Таром Софла, округ Казвин, провинция Казвин, Иран. При переписи 2006 года её население составляло 125 человек в 42 семьях.